# HMS Active (1758)
HMS Active — 28-пушечный фрегат 6 ранга Королевского флота. Спущен на воду в 1758 на королевской верфи в Дептфорде. Первый корабль, названный Active.
Участвовал в Семилетней войне и в Американской революционной войне.

## Служба
1759 год — корабль отправлен на Средиземное море под командованием капитана Герберта Сойера (англ. Herbert Sawyer). Позже, в августе отправлен в Гибралтар среди других фрегатов флота адмирала Боскавенае.
21 мая 1762 года Active, в сопровождении шлюпа Favourite (коммандер Паунал англ. Pownal), у мыса Сент-Винсент напал на судно Hermiona под испанским флагом, идущее из Лимы в Кадис. Испанцы, не зная о начале войны, сдались без боя. Её груз был оценён около одного миллиона фунтов стерлингов. Такой богатый приз ещё не доставался ни одному кораблю. Чистая выручка после осуждения приза была 519 705 фунтов 10 шиллингов. Адмирал и коммодор получили £64 963. Капитан Сойер получил £65 055, трое офицеров по £13 004 каждый, мичмана по £4363 каждый, унтер-офицеры по £1806 и 158 матросов и нижних чинов по £485 каждый. Для экипажа шлюпа Favourite цифры были несколько ниже. Состояние капитана Сойера было уменьшено по договорённости, которую он заключил с капитаном HMS Iris Медоузом (англ. Meadows), что они будут делить любые призы, взятые на Средиземноморской станции.
1762 год — капитан Роберт Каркетт (англ. Robert Carkett). Будучи оправдан после потери HMS Hussar у Эспаньолы в мае, вернулся в Англию и получил приказ идти в Вест-Индию на Active. Командовал до 1767 года, когда фрегат был выведен в резерв в Плимуте.
1776 год — капитан Уильямс (англ. William Williams). 12 февраля вышел из Корка в Вест-Индию. 28 июня участвовал в штурме Чарлстона, был головным в первом дивизионе.
1778 год — в августе Active попал в сильный шторм, во время которого грот-мачта дала трещину и корабль потерял стеньги, также были сброшены за борт одиннадцать пушек. Поэтому, когда у Сан-Доминго на него напали два французских фрегата, Charmante (38) и Dedaigneuse (26), после второго залпа спустил флаг.